# Віржині Піше
Віржині Піше (фр. Virginie Pichet; нар. 28 січня 1983) — колишня французька тенісистка.
Найвищу одиночну позицію світового рейтингу — 120 місце досягла 21 червня 2004, парну — 239 місце — 22 червня 2009 року.
Здобула 7 одиночних та 5 парних титулів.
Завершила кар'єру 2014 року.

## Фінали ITF

### Одиночний розряд: 22 (7–15)
| Легенда          |
| ---------------- |
| турніри $100,000 |
| турніри $75,000  |
| турніри $50,000  |
| турніри $25,000  |
| турніри $10,000  |

| Фінали за покриттям |
| ------------------- |
| Тверде (5–6)        |
| Ґрунт (1–7)         |
| Трава (0–0)         |
| Килим (1–2)         |

| Результат | Ранг | Дата              | Турнір                       | Покриття   | Суперниця                | Рахунок         |
| --------- | ---- | ----------------- | ---------------------------- | ---------- | ------------------------ | --------------- |
| Поразка   | 1.   | 7 серпня 2000     | Періге, Франція              | Ґрунт      | Селін Бейгбедер          | 1–6, 1–6        |
| Поразка   | 2.   | 19 листопада 2001 | Довіль (Кальвадос), Франція  | Ґрунт (i)  | Софі Ерр                 | 4–6, 3–6        |
| Поразка   | 3.   | 21 січня 2002     | Гренобль, Франція            | Ґрунт (i)  | Сібіль Баммер            | 4–6, 4–6        |
| Поразка   | 4.   | 14 липня 2002     | Гечо, Іспанія                | Ґрунт      | Марія Хосе Санчес Алаєто | 4–6, 3–6        |
| Поразка   | 5.   | 22 липня 2002     | Памплона, Іспанія            | Тверде (i) | Олена Балтача            | 2–6, 1–6        |
| Поразка   | 6.   | 5 серпня 2002     | Ребек, Бельгія               | Ґрунт      | Ґаель Татон              | 6–4, 2–6, 3–6   |
| Поразка   | 7.   | 19 серпня 2002    | Вестенде, Бельгія            | Тверде     | Леслі Буткевіч           | 4–6, 3–6        |
| Поразка   | 8.   | 10 листопада 2002 | Гавр, Франція                | Ґрунт (i)  | Ґаель Татон              | 5–7, 1–6        |
| Поразка   | 9.   | 17 листопада 2002 | Довіль (Кальвадос), Франція  | Ґрунт (i)  | Юлія Вакуленко           | 2–6, 1–6        |
| Перемога  | 1.   | 20 липня 2003     | Ле-Контамін-Монжуа, Франція  | Тверде     | Наталі В'єрін            | 4–6, 6–4, 6–3   |
| Поразка   | 10.  | 30 листопада 2003 | Прага, Чехія                 | Килим (i)  | Софія Арвідссон          | 1–6, 2–6        |
| Поразка   | 11.  | 17 лютого 2004    | Редбрідж, Велика Британія    | Тверде (i) | Анна Чакветадзе          | 2–6, 2–6        |
| Перемога  | 2.   | 28 березня 2004   | Афіни, Греція                | Тверде     | Катержина Богмова        | 6–1, 6–2        |
| Перемога  | 3.   | 20 червня 2005    | Періге, Франція              | Ґрунт      | Катерина Деголевич       | 6–3, 7–6 (10–8) |
| Перемога  | 4.   | 22 січня 2006     | Тіптон, Велика Британія      | Тверде (i) | Ірена Павлович           | 6–4, 6–1        |
| Перемога  | 5.   | 29 січня 2006     | Гренобль, Франція            | Тверде (i) | Гаель Деспер'є           | 6–3, 6–1        |
| Поразка   | 12.  | 19 лютого 2006    | Стокгольм, Швеція            | Тверде (i) | Елісе Тамаела            | 3–6, 6–3, 2–6   |
| Перемога  | 6.   | 4 лютого 2007     | Бельфор, Франція             | Килим (i)  | Штефані Феґеле           | 2–6, 6–0, 6–2   |
| Поразка   | 13.  | 13 лютого 2007    | Стокгольм, Швеція            | Тверде (i) | Ніка Ожегович            | 2–6, 2–6        |
| Поразка   | 14.  | 7 жовтня 2007     | Нант, Франція                | Тверде (i) | Анна Коженяк             | 4–6, 0–6        |
| Перемога  | 7.   | 27 жовтня 2007    | Сен-Дені (Реюньйон), Франція | Тверде     | Теодора Мирчич           | 6–1, 6–3        |
| Поразка   | 15.  | 28 січня 2008     | Бельфор, Франція             | Килим (i)  | Жюлі Куен                | 0–6, 3–6        |

### Парний розряд: 12 (5–7)
| Легенда          |
| ---------------- |
| турніри $100,000 |
| турніри $75,000  |
| турніри $50,000  |
| турніри $25,000  |
| турніри $10,000  |

| Фінали за покриттям |
| ------------------- |
| Тверде (2–3)        |
| Ґрунт (3–3)         |
| Трава (0–0)         |
| Килим (0–1)         |

| Результат | Ранг | Дата              | Турнір                        | Покриття   | Партнерка     | Суперниці                           | Рахунок          |
| --------- | ---- | ----------------- | ----------------------------- | ---------- | ------------- | ----------------------------------- | ---------------- |
| Перемога  | 1.   | 15 листопада 1999 | Довіль (Кальвадос), Франція   | Ґрунт (i)  | Клое Карлотті | Майке Каутстал Магдалена Зденовкова | 7–5, 6–4         |
| Поразка   | 1.   | 7 серпня 2000     | Періге, Франція               | Ґрунт      | Клое Карлотті | Діана Брунель Едіт Нун              | 3–6, 4–6         |
| Перемога  | 2.   | 21 березня 2004   | Ам'єн, Франція                | Ґрунт (i)  | Кароліне Мас  | Флоранс Аренг Наташа Рандріантефі   | 3–6, 6–2, 7–5    |
| Перемога  | 3.   | 1 листопада 2004  | Sint-Katelijne-Waver, Бельгія | Тверде (i) | Селіма Сфар   | Ева Фіслова Станіслава Грозенська   | 6–1, 7–6(7–2)    |
| Поразка   | 2.   | 4 липня 2005      | Ле-Туке-Парі-Плаж, Франція    | Ґрунт      | Карла Мраз    | Жюлі Куен Аліс Ель                  | 5–7, 6–7(5–7)    |
| Поразка   | 3.   | 29 січня 2006     | Гренобль, Франція             | Тверде (i) | Флоранс Аренг | Сімона Матей Пемра Озген            | 3–6, 5–7         |
| Поразка   | 4.   | 1 травня 2006     | Катанія, Італія               | Ґрунт      | Діана Брунель | Франческа Любіані Валентіна Сассі   | w/o              |
| Поразка   | 5.   | 28 жовтня 2007    | Сен-Дені (Реюньйон), Франція  | Тверде     | Флоранс Аренг | Марінн Жіро Теодора Мирчич          | 2–6, 5–7         |
| Перемога  | 4.   | 26 січня 2009     | Гренобль, Франція             | Тверде (i) | Юлія Федосова | Марія Кондратьєва Софі Лефевр       | 6–3, 6–3         |
| Поразка   | 6.   | 2 лютого 2009     | Бельфор, Франція              | Тверде (i) | Юлія Федосова | Ірина Кузьміна Оксана Любцова       | 3–6, 6–3, [5–10] |
| Поразка   | 7.   | 23 березня 2009   | Джерсі, Велика Британія       | Килим (i)  | Юлія Федосова | Марія Елена Камерін Стефані Форец   | 4–6, 2–6         |
| Перемога  | 5.   | 13 квітня 2009    | Tessenderlo, Бельгія          | Ґрунт (i)  | Юлія Федосова | Штефанія Боффа Дарія Юрак           | 7–5, 6–3         |